# Johann Bernhard Fischer von Erlach

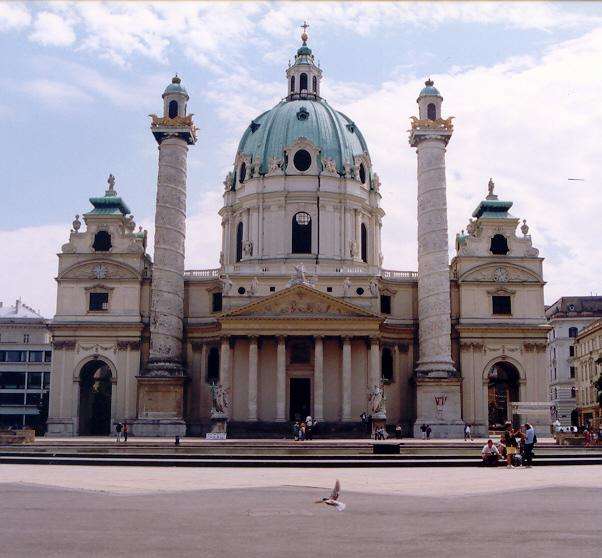
Kościół św. Karola Boromeusza w Wiedniu

Johann Bernhard Fischer (ur. 20 lipca 1656 w Grazu, zm. 5 kwietnia 1723 w Wiedniu) – austriacki architekt i rzeźbiarz okresu baroku.

## Życiorys
Na początku lat 70. XVII wieku wyjechał na studia w Rzymie. Podjął współpracę z Johannem Paulem Schorem, dzięki któremu uzyskał znajomości i dojścia do twórców i mecenasów kultury. W 1687 powrócił do Austrii, osiedlając się w Wiedniu. W trakcie studiów poznawał ruiny antycznego Rzymu, kształcił się w zakresie architektury okresu renesansu i baroku. Opublikował Historię architektury, jedną z ważniejszych osiemnastowiecznych książek poświęconych architekturze.
Był czołowym przedstawicielem baroku w austriackiej architekturze. Zaprojektował m.in. kościół św. Karola Boromeusza i Pałac Schönbrunn w Wiedniu, a także budowle pałacowe i sakralne w Salzburgu (kościoły Trójcy Świętej, św. Marka, szpitalny św. Jana i Uniwersytecki) i Pradze, kaplicę Bożego Ciała we wrocławskiej Katedrze.
Jego synem był Joseph Emanuel Fischer von Erlach (1693–1742), również architekt.